# Phát thanh âm nhạc
Phát thanh âm nhạc (tiếng Anh: music radio) là một định dạng phát thanh mà trong đó nội dung phát sóng chủ yếu là âm nhạc. Sau khi lĩnh vực truyền hình thay thế những nội dung đầy ấn tượng của hình thức radio cổ ở Mỹ, thì các định dạng âm nhạc đã chiếm ưu thế tại nhiều quốc gia trên thế giới. Phát thanh âm nhạc và hài kịch vẫn cứ thế tiếp tục, thường là trên sóng phát thanh công cộng.